# Alejandro Durán Trejo
Alejandro Durán Trejo (Tuxtla Gutiérrez, Chiapas, México, 1 de enero de 1993) es un futbolista mexicano, juega como delantero y su actual equipo es el Gavilanes de Matamoros de la Serie A de México.

## Estadísticas
| Chiapas F. C. · México                                  | 1ª            | 2014          | 0  | 0 | 4  | 1 | - | - | 4  | 1  |
| Chiapas F. C. · México                                  | 1ª            | 2014-15       | 0  | 0 | 1  | 0 | - | - | 1  | 0  |
| Chiapas F. C. · México                                  | 1ª            | 2015          | 0  | 0 | 1  | 0 | - | - | 1  | 0  |
| Chiapas F. C. · México                                  | 1ª            | 2016-17       | 2  | 0 | 7  | 0 | - | - | 9  | 0  |
| Chiapas F. C. · México                                  | Total club    | Total club    | 2  | 0 | 13 | 1 | 0 | 0 | 15 | 1  |
| Cafetaleros · México                                    | 2ª            | 2016          | 1  | 0 | 4  | 0 | - | - | 5  | 0  |
| Cafetaleros · México                                    | Total club    | Total club    | 1  | 0 | 4  | 0 | 0 | 0 | 5  | 0  |
| Tuxtla F. C. · México                                   | 3ª            | 2017-18       | 33 | 8 | -  | - | - | - | 33 | 8  |
| Tuxtla F. C. · México                                   | Total club    | Total club    | 33 | 8 | 0  | 0 | 0 | 0 | 33 | 8  |
| Gavilanes · México                                      | 3ª            | 2018          | 14 | 1 | -  | - | - | - | 14 | 1  |
| Gavilanes · México                                      | Total club    | Total club    | 14 | 1 | 0  | 0 | 0 | 0 | 14 | 1  |
| Total carrera                                           | Total carrera | Total carrera | 50 | 9 | 17 | 1 | 0 | 0 | 67 | 10 |
| (1)Incluye datos de la Copa México. (2)Incluye datos de |               |               |    |   |    |   |   |   |    |    |